# Provincia de Antalya
 Antalya İli es una de las 81 provincias en que está dividida Turquía, administrada por un Gobernador designado por el Gobierno central. Se encuentra en la costa suroeste de Turquía, en la Región del Mediterráneo
entre los montes Tauros y el mar Mediterráneo.
La provincia de Antalya es el centro de la industria turística nacional, atrayendo al 30 % de los turistas extranjeros que visitan el país. Se caracteriza por poseer una costa de 657 km con playas, puertos y ciudades antiguas esparcidas por ésta, incluyendo al Patrimonio de la Humanidad Janto. La capital provincial es la ciudad de Antalya, con una población de 	1 420 166 personas.
Antalya es la provincia que ha tenido el mayor crecimiento demográfico del país, con un 4.17 % anual entre los años 1990-2000 (comparado con el 1.83 % nacional). Este crecimiento se debe a la rápida urbanización, especialmente por el turismo y otros servicios que ofrece la región.
Tiene una superficie de 20 177 km², que en términos de extensión es similar a la de El Salvador o Eslovenia. Su población (2020) es de 2 548 308 La densidad de población es por ende de 126,30 hab./km². La capital es Antalya.

## Distritos
Los distritos (en turco ilçeler) y su población al 31 de diciembre de 2020:
- Antalya (ciudad): 1 420 166 hab.
  - Aksu: 74 570 hab.
  - Döşemealtı: 69 300 hab.
  - Kepez: 574 183 hab.
  - Konyaaltı: 189 078 hab.
  - Muratpaşa: 513 035 hab.
- Akseki: 10 957 hab.
- Alanya: 333 104 hab.
- Demre: 26 896 hab.
- Elmalı: 39 365 hab.
- Finike: 49 307 hab.
- Gazipaşa: 51 555 hab.
- Gündoğmuş: 7 492 hab.
- İbradı: 2 947 hab.
- Kaş: 60 839 hab.
- Kemer: 45 082 hab.
- Korkuteli: 55 588 hab.
- Kumluca: 71 931 hab.
- Manavgat: 242 490 hab.
- Serik: 130 589 hab.